# Emserberg
Koordinaten: 51° 14′ 24″ N, 9° 16′ 39″ O
Emserberg (auch Emsberg) war eine wohl im 13. Jahrhundert entstandene und gegen Ende des 15. Jahrhunderts wüst gefallene Dorfsiedlung in der heutigen Gemarkung der Kleinstadt Niedenstein im nordhessischen Schwalm-Eder-Kreis. Auf dem Gelände wurden mehr als 200 Keramikscherben aus dem 13. und 14. Jahrhundert gefunden, aber Gebäudereste oder andere Siedlungsrelikte sind nicht erhalten. 

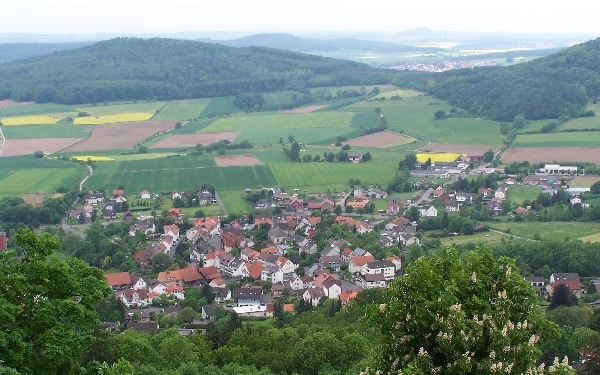
Blick vom Hessenturm auf Niedenstein und den Emser Berg (links)

## Geographische Lage
Die einstige Siedlung befand sich im Nordwesten der Gemarkung Niedenstein, knapp 2 km westlich der Kernstadt, am Nordhang des 446,5 m hohen Emser Bergs zwischen der Kernstadt Niedenstein im Osten und den Bad Emstaler Ortsteilen Sand im Westen und Merxhausen im Südwesten. 
Die Dorfstelle bestand aus mehreren Höfen und lag auf einer Hangverebnung von etwa 250 Metern Durchmesser etwa 400 m über NN im Bereich zweier dort entspringender Quellen. Eine weitere Hofstelle lag rund 250 Meter südwestlich an einem früheren kleinen Bachlauf. Am Rande der Hangverebnung sind noch immer mehrere parallel zum Berghang verlaufende mittelalterliche Feldraine erkennbar.

## Geschichte
Der Ort fand urkundlich erstmals im Jahre 1335 Erwähnung, als der Ritter Heinrich und seine Ehefrau Luitgard von Wolfershausen ihr Dorf und Gericht Emseberg, das die von Wolfershausen im Jahre 1304 durch Heirat erworben hatten, an den Ritter Konrad Wackermaul und dessen Frau Gertrud verkauften. Im März 1344 überwiesen Konrad und Gertrud Wackermaul Einkünfte von zehn Äckern in Emseberg an Konrads Schwestern, die Nonnen Jutta und Luitgard im Kloster Merxhausen. Das Dorf scheint unmittelbar darauf in den Besitz des Edelknechts Ludwig von Buchenau gekommen zu sein, denn dieser bekundete im Mai 1344, das Dorf Emmeseberg mit Gericht, Zehnt und Zubehör dem Propst Conradt und dem Konvent des Klosters Merxhausen für 52 Mark Silber verkauft zu haben; man nimmt an, dass Konrad Wackermauls Witwe Gertrud in zweiter Ehe mit Ludwig von Buchenau verheiratet war und dass das Dorf ihre Mitgift war.
Die Siedlung war ursprünglich kurmainzisches Lehen, kam aber 1354, wie nahezu alle bisherigen Mainzer Besitzungen in Nieder- und Oberhessen, an die Landgrafschaft Hessen. In der Folge belehnten die Landgrafen eigene Lehnsmannen mit dem Dorf oder Teilen desselben, aber auch das Kloster Merzhausen erwarb noch mindestens bis 1403 durch Kauf und Schenkungen weiteren Besitz bzw. Einkünfte im Ort. Um 1376 hatten die Brüder Rudolf, Curd und Wiederhold von Wichdorf ein Gut in Emserberg als landgräfliches Burglehen inne. 1385 verpfändete Landgraf Hermann II. das Dorf, das zum Gericht Balhorn im Amt Gudensberg gehörte, an Friedrich III. von Hertingshausen, dem er für vielfältige Dienste 950 Goldgulden schuldete. 1428 gab Landgraf Ludwig I. das Dorf als Teil eines Niedensteiner Burg- und Mannlehens an Reinhard d. Ä. von Dalwigk, 1434 dann an Hermann Hund. Die Hund wurden noch bis 1655 damit belehnt.
Der etwas südwestlich liegende Einzelhof war ab 1389 landgräfliches Lehen der Heß von Wichdorf, anfangs und auch noch 1444 als Samtlehen gemeinsam mit den Schade. Nach dem Tod des Daniel Wilhelm Heß d. J. im Jahre 1631 wurde er an die Rabe von Pappenheim übertragen.
Das Dorf wurde wohl spätestens im 15. Jahrhundert aufgegeben. Im Jahre 1489 wird nur noch vom Gehölz Emserberg berichtet, und in einer Urkunde des Hospitals Merxhausen von 1544, als Kurt Heß von ihm dort als hessisches Lehen gehaltene Wiesen und Gehölz an das Hospital verkaufte, wird Emserberg als Wüstung bezeichnet. Die in der Folgezeit bekundeten Belehnungen beziehen sich ausnahmslos nur noch auf das Gehölz Emserberg.